# Clark (nome)
Clark  è un nome proprio di persona inglese maschile.

## Varianti
- Maschili: Clarke[2]

## Origine e diffusione
È ripreso da un cognome che significa "ecclesiastico", "chierico", o anche "erudito" in medio inglese (in inglese odierno, clerk, derivato in ultimo dal greco κλερικος, klerikos, "del clero").

## Onomastico
Il nome è adespota, cioè non è portato da alcun santo. L'onomastico si festeggia quindi il 1º novembre, in occasione di Ognissanti.

## Persone
- Clark Duke, attore statunitense
- Clark Gable, attore statunitense

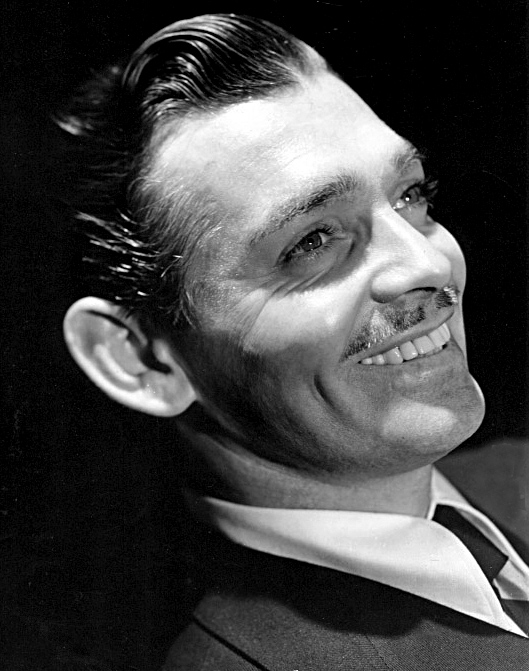
Clark Gable

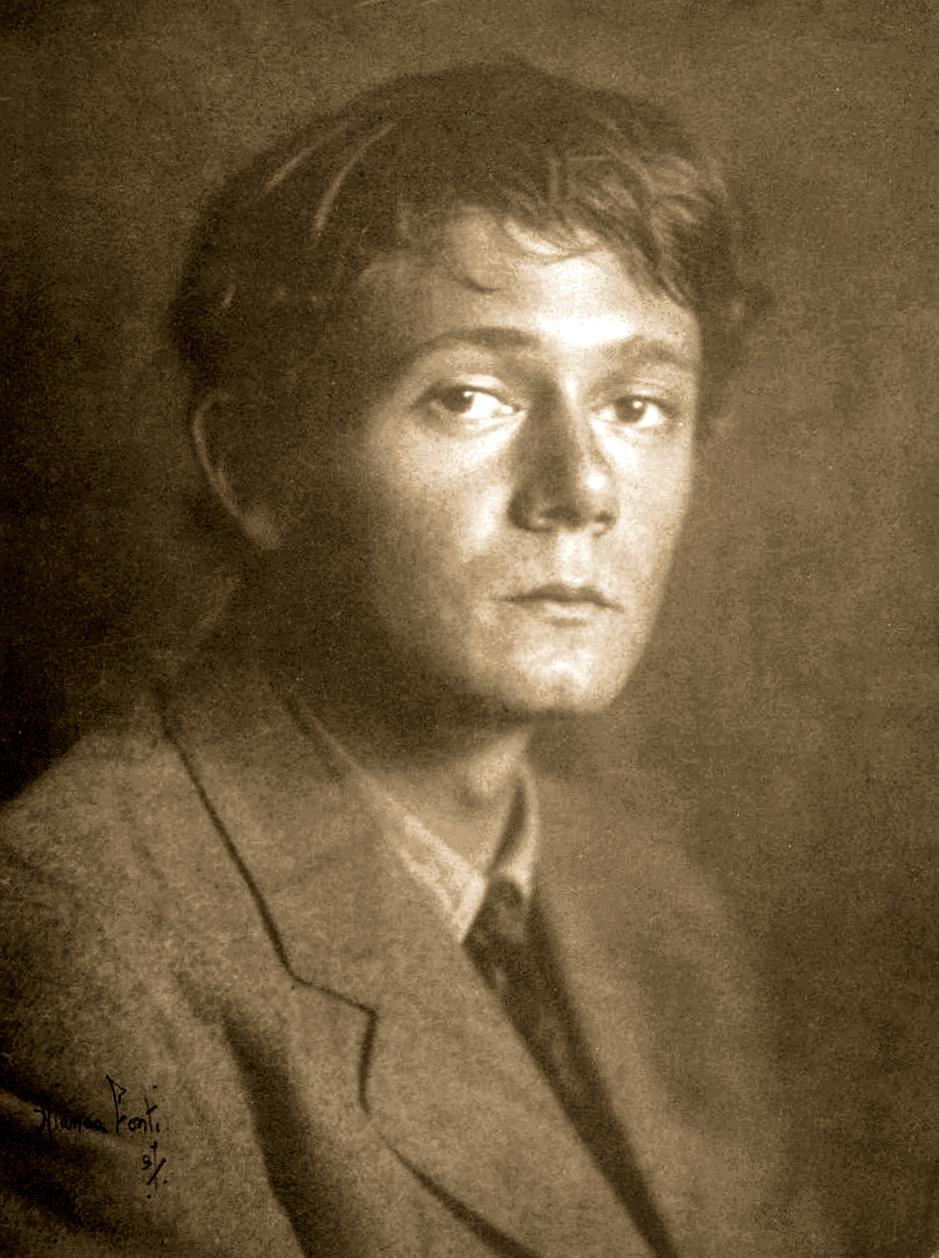
Clark Ashton Smith

- Clark Gregg, attore, sceneggiatore e regista statunitense
- Clark Hull, psicologo statunitense
- Clark Johnson, attore e regista statunitense
- Clark Kellogg, cestista statunitense
- Clark Ashton Smith, poeta, scultore e pittore statunitense
- Clark Terry, trombettista, compositore e flicornista statunitense

### Variante Clarke
- Clarke Carlisle, calciatore inglese
- Clarke Peters, attore, cantante e scrittore statunitense

## Il nome nelle arti
- Clarke Griffin è un personaggio del telefilm The 100.
- Clarke Cooper è un personaggio della serie televisiva Miss Reality.
- Clark Kent è il nome dell'identità segreta del personaggio di Superman.
- Clark Triton è un personaggio della serie di videogiochi Professor Layton.
- Clark Edison è un personaggio della serie televisiva Bones.